# Steinbach (Swist)
Der Steinbach (im Unterlauf Ohrbach bzw. Jungbach) ist ein 20,5 km langer, orographisch linker Nebenfluss der Swist in den beiden nordrhein-westfälischen Kreisen Euskirchen und Rhein-Sieg. Er ist an seinen Ober- und Mittellauf ein grobmaterialreicher, silikatischer Mittelgebirgsbach und am Unterlauf ein kiesgeprägter Tieflandbach.

## Geographie

### Verlauf
Der Steinbach entspringt nördlich der Landesstraße 498 (Ahrstraße) unterhalb der Wasserscheide zwischen Ahr und Erft auf einer Höhe von 392 m ü. NHN im Ahrgebirge. Die Quelle befindet sich auf dem Gebiet von Bad Münstereifel zwischen den Ortschaften Rodert und Scheuren.

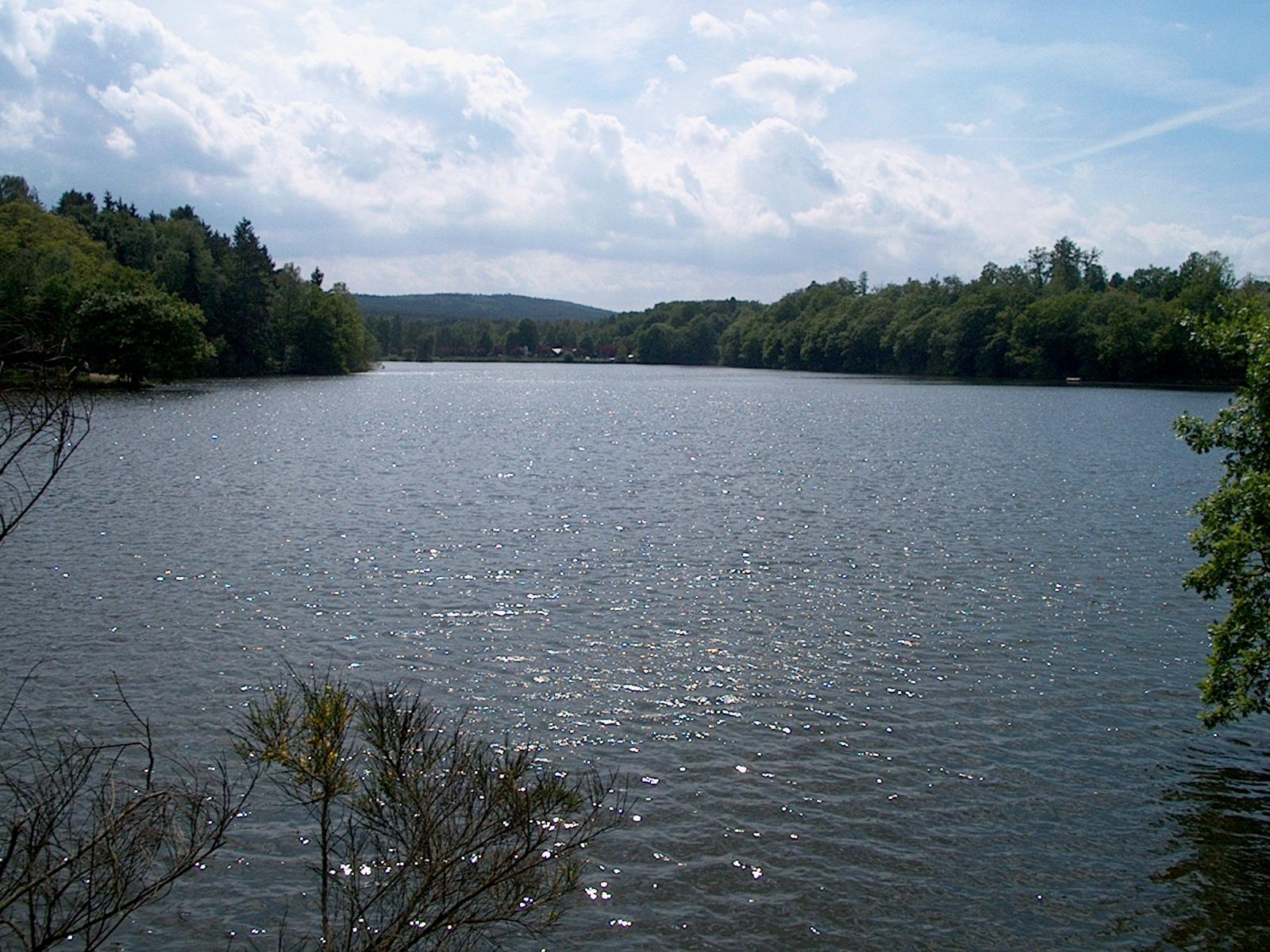
Die Steinbachtalsperre

Der Bach fließt zunächst in nordöstlicher Richtung, mit Aufnahme des Zuflusses Lehmsiefen von rechts ändert sich seine Fließrichtung nach Nordwesten. Bei Arloff wird er zur Steinbachtalsperre gestaut. Wieder in nordöstliche Richtung fließend, nimmt er bei Schweinheim von rechts den Hauptzufluss Sürstbach auf, in den auch die Madbachtalsperre entwässert.
Während er von nun an mit dem Namen Ohrbach überwiegend in nördliche Richtung läuft, verlässt der Steinbach den Kreis Euskirchen und passiert im Rhein-Sieg-Kreis die Ortschaften Odendorf, Essig, Ludendorf und Miel.
Bei Miel unterquert der Bach die A 61, heißt ab hier Jungbach und mündet bei Lützermiel auf 140 m ü. NHN von links in den Erft-Zufluss Swist.
Auf seinem 20,5 km langen Weg erfährt der Bach ein Gefälle von 252 Metern, was einem mittleren Sohlgefälle von 12 ‰ entspricht.

### Einzugsgebiet
Das rund 48 km² große Einzugsgebiet des Steinbachs erstreckt sich vom Münstereifeler Wald und dem Nordöstlichen Eifelfuß über die Mechernicher Voreifel bis zur Zülpicher Börde und wird durch ihn über die Swist, die Erft und den Rhein in die Nordsee entwässert.
Es grenzt
- im Osten an das Einzugsgebiet des Wallbachs;
- im Süden an das der Ahr;
- im Südwesten an das der Erft und
- im Westen an das des Schießbachs.

Der südliche Bereich des Einzugsgebiets ist überwiegend bewaldet und im nördlichen dominieren landwirtschaftliche Nutzflächen.

### Hydrologischer Hauptstrang
Steinbach und Sürstbach im Vergleich
| Name      | Länge [km] | EZG [km²] | MQ [l/s] |
| --------- | ---------- | --------- | -------- |
| Sürstbach | 07,3       | 17,33     | 59,29    |
| Steinbach | 10,9       | 16,48     | 56,12    |

Anmerkungen zur Tabelle
1. 1 2 3  Fachinformationssystem ELWAS des Ministeriums für Umwelt, Naturschutz und Verkehr NRW (Hinweise)
2. ↑  Bis zur Mündung des Sürstbachs

Der Sürstbach ist zwar kürzer, hat aber das größere Einzugsgebiet und auch den größeren mittleren Abfluss (MQ). Er liegt somit auf dem hydrologischen Hauptstrang im Flusssystem Steinbach.

### Zuflüsse
Der größte Zufluss des Steinbachs ist mit einer Länge von 7,3 km der von rechts kommende Sürstbach.
Der längste Bach auf der linken Seite ist der Hüllochssiefen mit 3,1 km.
| Stat. in km | Name           | GKZ       | Lage   | Länge in km | EZG in km² | MQ in l/s | Mündungshöhe in m ü. NHN | Bemerkungen                      |
| ----------- | -------------- | --------- | ------ | ----------- | ---------- | --------- | ------------------------ | -------------------------------- |
| 019,20      | Lehmsiefen     | 27426-112 | rechts | 001,4680    | 0000,4440  | 0001,940  | 34500000                 |                                  |
| 018,90      | N.N.           | 27426-114 | links0 | 001,3670    | 0000,3790  | 0001,660  | 34200000                 |                                  |
| 018,30      | Bornsiefen     | 27426-12  | links0 | 002,0690    | 0000,9210  | 0003,980  | 33800000                 |                                  |
| 017,90      | Bockessiefen   | 27426-132 | rechts | 001,1980    | 0000,5220  | 0001,940  | 33100000                 |                                  |
| 016,50      | Hüllochssiefen | 27426-14  | links0 | 003,1220    | 0001,7840  | 0007,530  | 32100000                 |                                  |
| 016,10      | Loehnissiefen  | 27426-15? | rechts | 000,8000    |            |           | 30500000                 |                                  |
| 015,40      | Rauschsiefen   | 27426-16  | links0 | 002,5170    | 0001,5330  | 0005,490  | 29600000                 |                                  |
| 015,10      | Gehlensiefen   | 27426-18  | links0 | 001,2790    | 0000,7840  | 0002,350  | 29200000                 |                                  |
| 013,30      | Treuenbach     | 27426-2   | rechts | 002,8290    | 0002,0300  | 0005,770  | 28000000                 | Mündet in die Steinbachtalsperre |
| 009,70      | Sürstbach      | 27426-4   | rechts | 007,3150    | 0017,3400  | 0059,290  | 21500000                 | Auch Schiefelsbach genannt       |
| 006,50      | N.N.           | 27426-412 | rechts | 000,9070    |            |           | 20400000                 |                                  |
| 007,60      | Römerbach      | 27426-92  | rechts | 000,9110    | 0001,3650  | 0002,270  | 19300000                 |                                  |
| 000,70      | Bächelchen     | 27426-94  | rechts | 003,0380    | 0005,0460  | 0008,460  | 14300000                 |                                  |
| 000,00      | Steinbach      | 27426     |        | 020,5000    | 0048,230   | 0145,240  | 14000000                 | Mündet in die Swist              |

Anmerkungen zur Tabelle
1. ↑  Gewässerkennzahl, in Deutschland die amtliche Fließgewässerkennziffer mit zur besseren Lesbarkeit eingefügtem Trenner hinter dem Präfix, das einheitlich für den allen gemeinsamen Vorfluter Steinbach steht.
2. ↑  Eigenmessung der Länge auf ELWAS
3. ↑  Die Daten des Steinbachs zum Vergleich

### Steinbachtalsperre
Die Steinbachtalsperre ist eine Talsperre auf dem Gebiet der Stadt Euskirchen südlich des Stadtteiles Kirchheim in der Eifel zur Wassergewinnung und ein Naherholungsgebiet.

## Naturschutz
Der Steinbach durchfließt zwischen der Staumauer bei Kirchheim und Ludendorf drei Naturschutzgebiete
- Unteres Steinbachtal[4]
- Ohrbach, Steinbach und Sürstbach[5]
- Ohrbach/Jungbach[6]

Allen dreien gemeinsam ist das Ziel: „Schutz und Erhalt von naturnahen reich strukturierten Bachauenbereichen.“ Besonders im mündungsnahen Gebiet (Swisttal) ist ein Ziel: „Schutz und Erhalt eines Baches mit bachbegleitendem Gehölzsaum und örtlich kleinflächigen Röhrichten und Uferstaudenfluren als lokal bedeutendes Verbindungsbiotop in einer ansonsten ausgeräumten, intensiv genutzten Agrarlandschaft der Börde.“